# Ginevra di Scozia
Ginevra di Scozia (Ginebra de Escocia) es un dramma eroico per musica en dos actos con música de Simon Mayr y libreto en italiano de Gaetano Rossi, basado en la obra dramática de Giovanni Pindemonte, representado en el año 1795 en el Teatro San Giovanni Grisostomo de Venezia, a su vez basado en tema del Orlando furioso de Ludovico Ariosto. Se estrenó el 21 de abril de 1801 para la inauguración del Teatro Nuovo (ahora Teatro Verdi) de Trieste. 